# Algedi
Gedi (Alpha Capricorni, α Cap) è una stella binaria ottica nella costellazione del Capricorno.

## Nome
Può essere anche chiamata Algiedi, Al Gedi o Gedi; anche se la sigla Gedi è a volte usato anche per riferirsi a β Capricorni.
Il nome Algedi deriva dall'arabo الجدي al-jady (il capretto), che però è anche il nome arabo della costellazione del Capricorno. Conviene usare la designazione α Cap per evitare ambiguità.

## Sistema
La designazione è condivisa da due sistemi stellari non legati gravitazionalmente tra di loro:
- α¹ Capricorni, anche chiamata Prima Giedi. La componente principale del sistema è una supergigante gialla che dista circa 686 anni luce dalla Terra.
- α² Capricorni, anche chiamata Secunda Giedi. La componente principale è una gigante gialla che dista circa 108,69 anni luce dalla Terra.

I due sistemi sono separati da 0,11° nel cielo e sono risolvibili anche a occhio nudo, come avviene per Mizar e Alcor nell'Orsa Maggiore.